# National Democratic Action Movement
Die National Democratic Action Movement (NDAM) (deutsch National-demokratisch handelnde Bewegung) war eine politische Partei im westafrikanischen Staat Gambia. Vorsitzender der Partei war Lamin Waa Juwara. Der Wahlspruch der Partei lautete: englisch „Dare to "Invent The Future" – Till Victory Always“ = „? “.

## Geschichte
2005 schloss sich die kleine Partei der oppositionelle Koalition National Alliance for Democracy and Development (NADD) an, um gemeinsam bei den nächsten Präsidentschaftswahlen im Oktober 2006 und bei den Nationalversammlungswahlen im Januar 2007 besser gegen die regierende Partei Alliance for Patriotic Reorientation and Construction (APRC) konkurrieren zu können.